# Doug Hoyle, Baron Hoyle

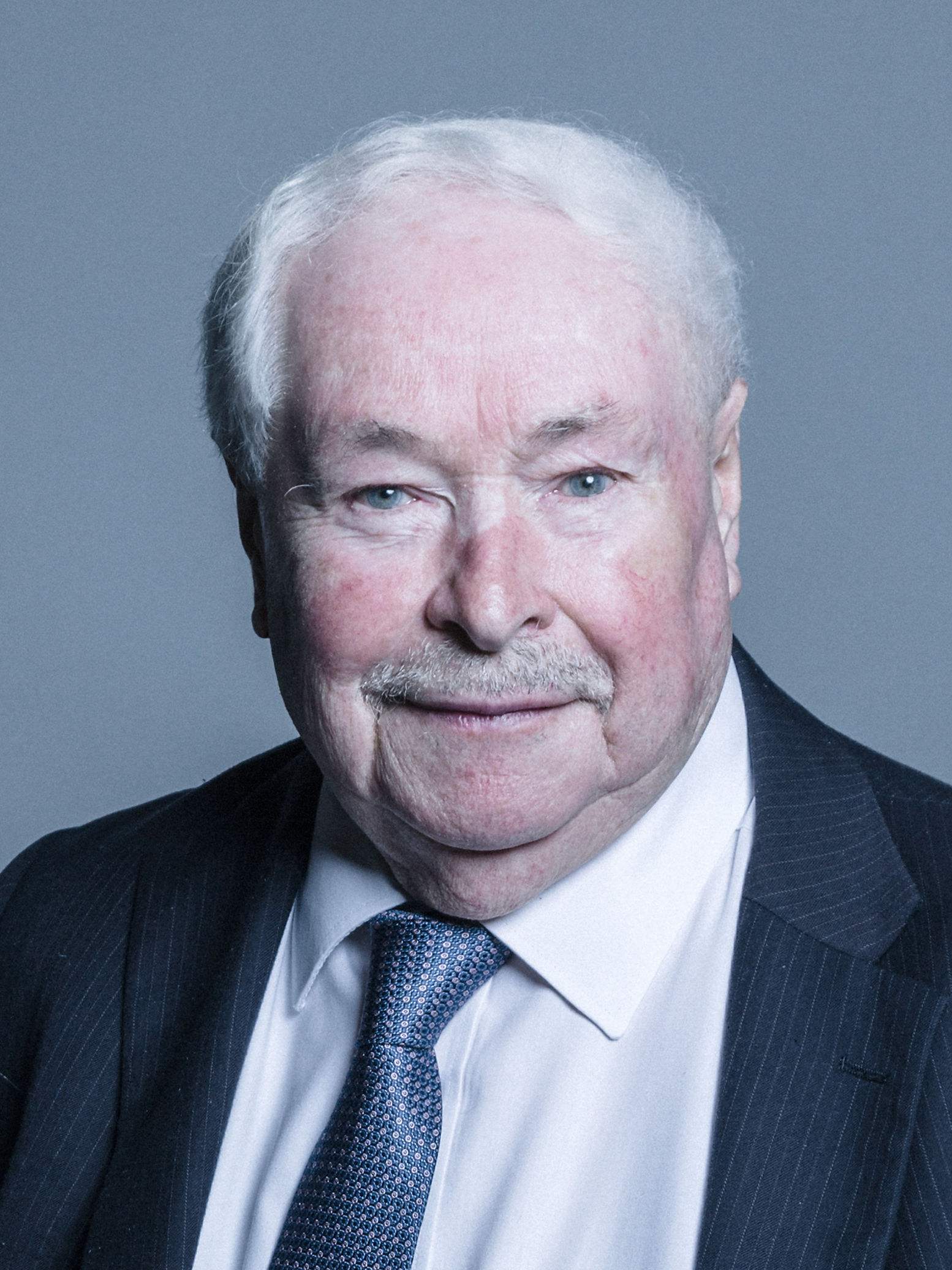
Doug Hoyle, Baron Hoyle

Eric Douglas Harvey Hoyle, Baron Hoyle (* 17. Februar 1930; † 6. April 2024) war ein britischer Politiker.
Er wurde das erste Mal 1974 für den Wahlkreis Nelson and Colne ins House of Commons gewählt. Er verlor bei der Wahl 1979 knapp seinen Sitz, aber konnte 1981 wieder in das Parlament zurückkehren, als er bei der Nachwahl 1981 den Wahlkreis Warrington bekam. Von 1983 bis 1997 vertrat er den Wahlkreis Warrington North.
Hoyle verzichtete bei der Parlamentswahl 1997 auf eine erneute Kandidatur und wurde am 14. Mai 1997 als Baron Hoyle, of Warrington in the County Palatine of Cheshire, zum Life Peer erhoben. Aufgrund des Titels war er seither Mitglied des House of Lords.
Hoyle ist Vater von Lindsay Hoyle, dem Sprecher des Britischen Unterhauses.

## Auszeichnungen
Lord Hoyle war Freeman von Gibraltar und 2010 wurde ihm die Gibraltar Medallion of Honour verliehen.
Im November 2010 verlieh ihm die  University of Chester eine Ehrendoktorwürde.